# Philodromus spinitarsis
Philodromus spinitarsis är en spindelart som beskrevs av Simon 1895. Philodromus spinitarsis ingår i släktet Philodromus och familjen snabblöparspindlar. Inga underarter finns listade i Catalogue of Life.